# Tommaso Simonelli
Tommaso Simonelli (... – Campo, 5 maggio 1894) è stato un avvocato e politico italiano.

## Biografia
Figlio di Antonio Simonelli, per due volte Gonfaloniere del Comune di Pisa, e fratello di Ranieri, architetto e Deputato del Regno d'Italia, da studente fece parte del Battaglione universitario toscano che nel 1848 si distinse sui campi di battaglia di Curtatone e Montanara, durante la prima guerra d'indipendenza italiana. Dal 1849 fino alla morte fu presidente del Comizio pisano dei Veterani del Battaglione stesso.
Di professione avvocato, ricoprì il ruolo di Magistrato Civico di Pisa. Partecipò attivamente alla vita politica della città toscana, a livello comunale prima come consigliere e successivamente come Sindaco dal 1877 al 1882, per poi diventarne deputato al consiglio provinciale. Durante il suo mandato di Sindaco, si ricorda la firma della convenzione con il Governo con cui il Comune ebbe un rimborso di oltre un milione di lire per le spese di sistemazione delle sponde dell'Arno.
Per un periodo fu anche assessore del Municipio dei Bagni di San Giuliano.
Nella sua vita amministrò diverse opere pie, oltre alla Banca Simonelli, fondata dal fratello Ranieri nel 1871 e liquidata nel 1894 dopo la propria morte.
Morì alle ore 12:30 del 5 maggio 1894 nella sua villa di Campo, a causa di una lunga malattia. Dopo un funerale molto partecipato dalle autorità civili e dal popolo, venne sepolto nel Camposanto monumentale di Pisa.